# Novelda (kommunhuvudort)
Novelda är en kommunhuvudort i Spanien.   Den ligger i provinsen Provincia de Alicante och regionen Valencia, i den sydöstra delen av landet, 300 km sydost om huvudstaden Madrid. Novelda ligger 247 meter över havet och antalet invånare är 27 135.
Terrängen runt Novelda är platt åt sydost, men åt nordväst är den kuperad.Runt Novelda är det ganska tätbefolkat, med 179 invånare per kvadratkilometer. Närmaste större samhälle är Elche, 14,8 km söder om Novelda. Trakten runt Novelda består till största delen av jordbruksmark.